# Ali Hussein al-Szami
Ali Hussein al-Szami (ur. 21 kwietnia 1945 w Bejrucie) – libański dyplomata i polityk, wykładowca uniwersytecki, szyita, związany z Amalem. Ukończył nauki polityczne i administrację publiczną na Uniwersytecie Libańskim (1970) oraz francuskim Uniwersytecie w Grenoble (1972), gdzie otrzymał tytuł doktora (1978). Od 1981 r. jest profesorem na Wydziale Prawa i Nauk Politycznych Uniwersytetu Libańskiego. W latach 2009–2011 sprawował funkcję ministra spraw zagranicznych w rządzie Sada al-Haririego.